# 48 (liczba)
48 (czterdzieści osiem) – liczba naturalna następująca po 47 i poprzedzająca 49.

## 48 w nauce
- liczba atomowa kadmu
- obiekt na niebie Messier 48
- galaktyka NGC 48
- planetoida (48) Doris

## 48 w kalendarzu
48. dniem w roku jest 17 lutego. Zobacz też co wydarzyło się w 48 roku n.e.